# Glomomidiellopsis
Glomomidiellopsis es un género de foraminífero bentónico de la subfamilia Neodiscinae, de la familia Neodiscidae, de la superfamilia Cornuspiroidea, del suborden Miliolina y del orden Miliolida. Su especie tipo es Glomomidiellopsis tieni. Su rango cronoestratigráfico abarca desde el Wordiense superior (Pérmico medio) hasta el Changshingiense (Pérmico superior).

## Discusión
Algunas clasificaciones han incluido Glomomidiellopsis en la subfamilia Hemigordiopsinae de la familia Hemigordiopsidae.

## Clasificación
Glomomidiellopsis incluye a las siguientes especies:
- Glomomidiellopsis lystiformis †
- Glomomidiellopsis parvus †
- Glomomidiellopsis specialisaeformis †
- Glomomidiellopsis tieni †
- Glomomidiellopsis uenoi †